# One Step Beyond (The Chocolate Watchband)
One Step Beyond è il terzo album de The Chocolate Watchband, registrato nel 1968 e pubblicato nel 1969. Album questa volta composto da pezzi scritti dal gruppo ad eccezione della cover "I Don't Need No Doctor". Il cantante non è più Aguilar, ma Danny Phay. Quest'ultimo si dimostra brillante ma, meno "cattivo" del precedente. Infine, questo disco, nonostante sia meno originale dei precedenti, si dimostra più vicino allo stile live dei musicisti.

## Tracce
1. Uncle Morris - 3.09
2. How Ya Been - 3.10
3. Devil's Motorcycle - 3.01
4. I Don't Need No Doctor - 4.01
5. Flowers - 2.46
6. Fireface - 2.49
7. And She's Lonely - 4.16
8. Don't Your Need Your Lovin - 2.36
9. Sittin There Standing - 2.20
10. Blues Theme - 2.21
11. Loose Lip Sync Ship - 3.01

## Fonti
- Cesare Rizzi, "Psichedelia", Firenze, Giunti, 2001